# Kalinino (Chakassien)
Kalinino (russisch Кали́нино) ist ein Dorf (selo) in der Republik Chakassien (Russland) mit 3718 Einwohnern (Stand 14. Oktober 2010).

## Geographie
Der Ort liegt gut 5 km Luftlinie nordwestlich der Republikhauptstadt Abakan, in Richtung der benachbarten Stadt Tschernogorsk. Er befindet sich am linken Ufer des Jenissei, unterhalb der Mündung des Abakan.
Kalinino gehört zum Rajon Ust-Abakanski und ist von dessen ebenfalls am Jenisseiufer liegenden Verwaltungssitz Ust-Abakan gut 5 km in südlicher Richtung entfernt. Es ist Sitz der Landgemeinde Kalininskoje selskoje posselenije, zu der neben dem Dorf Kalinino noch das südwestlich von Abakan gelegene Dorf Tschapajewo gehört.

## Geschichte
Das Dorf wurde in den 1920er-Jahren als Siedlung der Landwirtschaftskommune Agrokultura gegründet. Später wurde es nach dem Politiker Michail Kalinin benannt (1875–1946, von 1919 bis zu seinem Tod formelles Staatsoberhaupt Sowjetrusslands und der Sowjetunion).

## Verkehr
Kalinino liegt an der Fernstraße M54, die Krasnojarsk über Abakan mit der tuwinischen Hauptstadt Kysyl und der mongolischen Grenze verbindet. Die nächstgelegene Bahnstation befindet sich in Abakan an der Südsibirischen Eisenbahn Nowokusnezk – Taischet. Unmittelbar südwestlich des Dorfes befindet sich der Flughafen Abakan.